# Arenitas Blancas
Arenitas Blancas es un barrio de la ciudad de Salto, Uruguay. 

## Geografía
El Barrio se encuentra situada en la zona suroeste del departamento de Salto, al sur de la ciudad de Salto y a orillas del río Uruguay.

## Población
Según el censo de 2011 la localidad contaba con una población de 155 habitantes.
| 15            | 9 | 88 | 134 | 210 | 155 |
| (Fuente: INE) |   |    |     |     |     |